# Cal Racala
Cal Racala és una casa de Maçanet de Cabrenys (Alt Empordà) inclosa a l'Inventari del Patrimoni Arquitectònic de Catalunya.

## Descripció
Edifici situat al centre del poble, molt a prop de l'església. És una casa de planta baixa i dos pisos, amb paredat de pedra, amb carreus ben tallats a les cantonades. Tot i que la casa ha estat rehabilitada recentment, les obertures encara són carreuades i allindades. La coberta és una terrassa tot i que ha estat coberta, i s'hi ha col·locat un altre sostre, per guanyar un pis a la construcció. A l'interior de la casa encara es conserva un forn de pa, de l'època original de la construcció.